# Erotolepsiella bifasciata
Erotolepsiella bifasciata är en stekelart som beskrevs av Girault 1915. Erotolepsiella bifasciata ingår i släktet Erotolepsiella och familjen puppglanssteklar. Inga underarter finns listade i Catalogue of Life.